# 화순 고사정
화순 고사정(和順 高士亭)은 대한민국 전라남도 화순군 화순읍에 있는 조선시대의 건축물이다. 2008년 12월 30일 화순군의 향토문화유산 제40호로 지정되었다.

## 개요
和順郡 和順邑 三川里에 있다. 단층의 팔작지붕 골기와 건물로서 정면 3칸, 측면 2칸에 左一室을 가지고 있다. 海州人 忍齋 崔弘宇의 亭子인데, 그는 贈吏曹判書 崔慶長의 子이며 壬亂義兵將 忠毅公 崔慶會의 姪이다. 亂中에는 함께 倡義하였으며 平亂後 杜門하여 조정으로부터 여러차례 齋郞·別提·洗馬등의 벼슬이 내렸으나 모두 이를 사양함으로써 南州高士란 칭호를 얻었는데, 이것이 亭名의 由來가 되었다. 亭子는 그의 莊子인 後憲에 의해 1678년(肅宗戊午)에 건립됐으며 1920년경에 개수하였다고 한다. 英祖때의 陽明學者이며 書藝家인 李匡帥(1707∼1777)가 쓴 현판이 있으며 고사정에 쓰인 건축자료는 나무의 핵심부만 남도록 깍아 다듬은 목재라고 전한다. 앞뜰에는 下馬碑가 서 있으며 수령 3백년의 喬木인 槐花樹(둘레 2.4m∼2.7m)가 고목이된 잣나무와 같이 서 있다.

## 지정 사유
화순 고사정은 정명 3칸의 팔작지붕 건조물로 조선후기에 건립된 정자이다. 최홍우(崔弘宇, 1562~1636)와 아들인 최후헌(崔後憲)과 관련이 있다. 임진왜란기 최경회 의병장 등의 의병활동과도 연관이 있는 장소로서 역사적 의미가 있고, 정자는 건축적 특징이 있음으로 향토문화유산으로 지정하여 보존할 가치가 있다.

## 같이 보기
- 최경회